# Mitostemma brevifilis
Mitostemma brevifilis är en passionsblomsväxtart som beskrevs av N. Gontsch.. Mitostemma brevifilis ingår i släktet Mitostemma och familjen passionsblomsväxter. Inga underarter finns listade i Catalogue of Life.